# 신시아 에리보
신시아 에리보(영어: Cynthia Erivo, 1987년 1월 8일 ~ )는 영국의 배우, 싱어송라이터이다. 2015년 브로드웨이 뮤지컬 《The Color Purple》의 세실 역으로 유명하며, 이 역으로 토니상 뮤지컬 부문 여우주연상과 그래미상 뮤지컬 앨범상을 수상했다. 2018년부터 영화계에서도 활동을 시작해 《위도우즈》, 《배드 타임즈: 엘 로얄에서 생긴 일》 와 같은 영화에 출연했다. 2019년 영화 《해리엇》에서 해리엇 터브먼을 연기해 아카데미 여우주연상, 골든 글로브상 극영화 부문 여우주연상 후보에 올랐다.

## 출연 작품

### 영화
- 위도우즈 (2018)
- 배드 타임즈: 엘 로얄에서 생긴 일 (2018) - 달린 스위트 역
- 해리엇 (2019) - 해리엇 터브먼 역
- 카오스 워킹 (2021) - 힐디 역
- 피노키오 (2022) - 푸른 요정 역
- 루터: 태양의 몰락 (2023) - 오데트 레인 역
- 위키드 (2024) - 엘파바 역
- 위키드: 포 굿 (2025) - 엘파바 역

### 텔레비전
- 미스터 셀프리지 (2016)
- 브로드 시티 (2017-19, Broad City)
- 보스 베이비: 돌아온 보스 (2018) - 목소리
- 아웃사이더 (2020, The Outsider)
- 아메리칸 아이돌 (2020) - 본인
- 지니어스 (2021, Genius)
- 루폴의 드래그 레이스 (2021) - 심사위원
- 스트릭틀리 컴 댄싱 (2021) - 심사위원
- 스타워즈: 비전스 (2023) - 목소리
- Blue's Clues & You! - 목소리